# Iris Origo
Iris Origo, geborene Iris Margaret Cutting (* 15. August 1902 in Birdlip, Gloucestershire; † 28. Juni 1988 in Siena) war eine irisch-US-amerikanische Schriftstellerin und Historikerin, die ihr Leben in Italien verbrachte und eine Reihe bedeutender Biographien hinterließ, darunter Werke zu Cola di Rienzo, Bernhardin von Siena, Francesco Datini, Gaetano Salvemini und Giacomo Leopardi. Von 1927 bis zu ihrem Tod lebte sie zusammen mit ihrem Ehemann Antonio Origo in der Villa La Foce bei Chianciano Terme nahe Montepulciano in der Toskana, später auch in Rom. Der Aufbau dieses Landguts und die Kultivierung des Tals sind ein bedeutender Teil ihres Lebenswerks, ebenso wie die historischen Werke, die in den Fachwissenschaften eine Rolle spielen, vor allem aber zur Popularisierung beitrugen.

## Leben

### Herkunft und Jugend
Iris Margaret Cutting war die Tochter von William Bayard Cutting, Spross einer wohlhabenden Familie aus New York, die ihr Vermögen durch den Bau von Eisenbahnen gemacht hatte, und von Sybil Cuffe, Tochter von Lord Desart, einem irischen Peer. Der Desart-Zweig der Familie war stolz darauf, mit Oliver Cromwell ins Land gekommen zu sein, und, im Gegensatz zum übrigen Irland, protestantisch und nicht katholisch zu sein. Dieser scharfe Gegensatz wurde Iris erst bewusst, als während des Bürgerkriegs 1922 ihr Anwesen niedergebrannt wurde. Die Familie kehrte nie wieder nach Irland zurück.
Ihr Vater entstammte hingegen einer ganz anderen Welt. Cutting studierte Philosophie an der Harvard University und wurde von George Santayana mit einer herausragenden Arbeit (thesis) über David Hume promoviert. Iris Origo bat den in Italien lebenden George Santayana später um das Vorwort für ihr erstes Buch. Im großen Haushalt der Cuttings waren 14 Diener beschäftigt, weitere 21 waren außerhalb des Hauses tätig. Sie besaßen einen Privatzug, mit dem sie durchs Land reisten. Aus dem Westbrooke Estate wurde ein staatlicher Park, der heute Bayard Cutting Arboretum heißt.

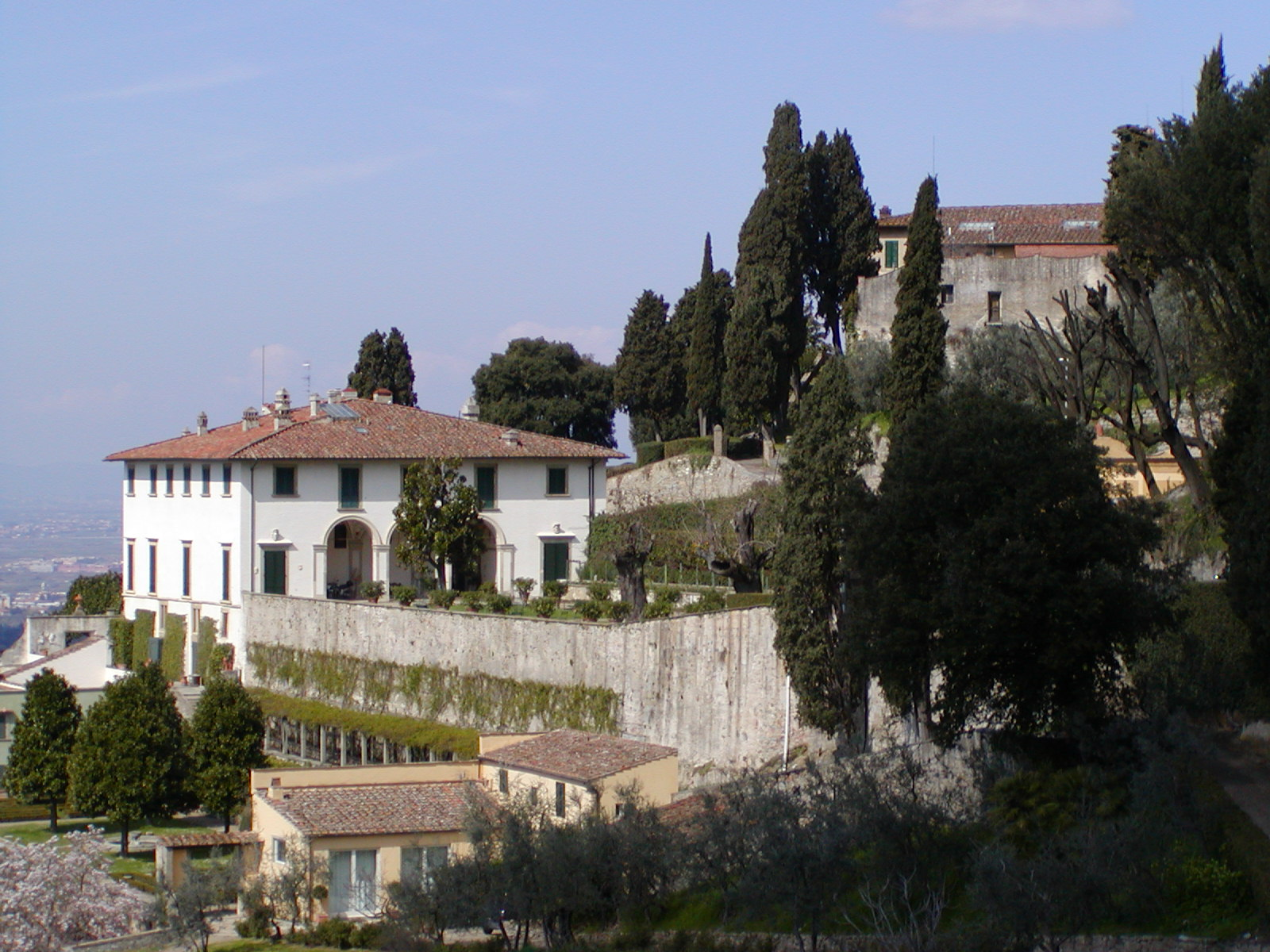
Die Villa Medici in Fiesole

Die Eltern heirateten 1901 und reisten viel, liebten aber besonders Italien. Der Vater starb bereits 1910, die Mutter zog daraufhin mit der Tochter Iris nach Fiesole, wo sie 1911 die Villa Medici von Fiesole erwarb. Dort lernten sie den bedeutenden Kunstkenner Bernard Berenson kennen, dessen Villa I Tatti ganz in ihrer Nähe lag. In der Umgebung der Cuttings wohnten zahlreiche Briten und Amerikaner. Doch im Gegensatz zu den meisten Nachbarn respektierte Sybil Cutting die Gartenbaukunst der Toskana und versuchte nicht den vorhandenen durch einen englischen Garten zu ersetzen. Auch die Innenausstattung erwarb sie bei Florentiner Antiquariaten, worüber in der englischen Kolonie Dispute entstanden.
Iris besuchte für einige Zeit eine Schule in London, doch wurde sie überwiegend zu Hause unterrichtet. Als sie mit ihrer Mutter 1914 nach New York fuhr, wurden sie dort von der Nachricht überrascht, dass der Erste Weltkrieg ausgebrochen war. Ihre Mutter entschied gegen den Willen der Cuttings, die die Erziehung der Tochter Iris gern in die Hand genommen hätten, dass sie sofort gemeinsam nach Italien zurückkehren. Wie Iris Origo sich später erinnerte, wuchs sie von nun an bei ihrer Mutter wie in einem Elfenbeinturm auf, fast ohne Kontakt zu Gleichaltrigen.
Ihr Lehrer war Solone Monti, die Sprachkenntnisse und die Umgangsformen brachten ihr französische und deutsche Gouvernanten bei. Monti war wiederum von Berenson empfohlen worden. Zum Unterricht fuhr sie häufig nach Florenz. Sie nannte ihn ihren „caro maestro“ und studierte bei ihm Vergil und Homer. Iris unterstützte ihre Mutter bei der Zusammenstellung einer Anthologie mit dem Titel A Book of the Sea im Jahr 1918.
1918 lernte Iris’ Mutter den Architekten Geoffrey Scott kennen, den sie in zweiter Ehe heiratete. In dritter Ehe heiratete sie nach der Scheidung von Scott im Jahr 1927 Percy Lubbock. Sie verstarb 1942.

### Ehe mit Antonio Origo, Aufbau ihres Landguts, Kinder

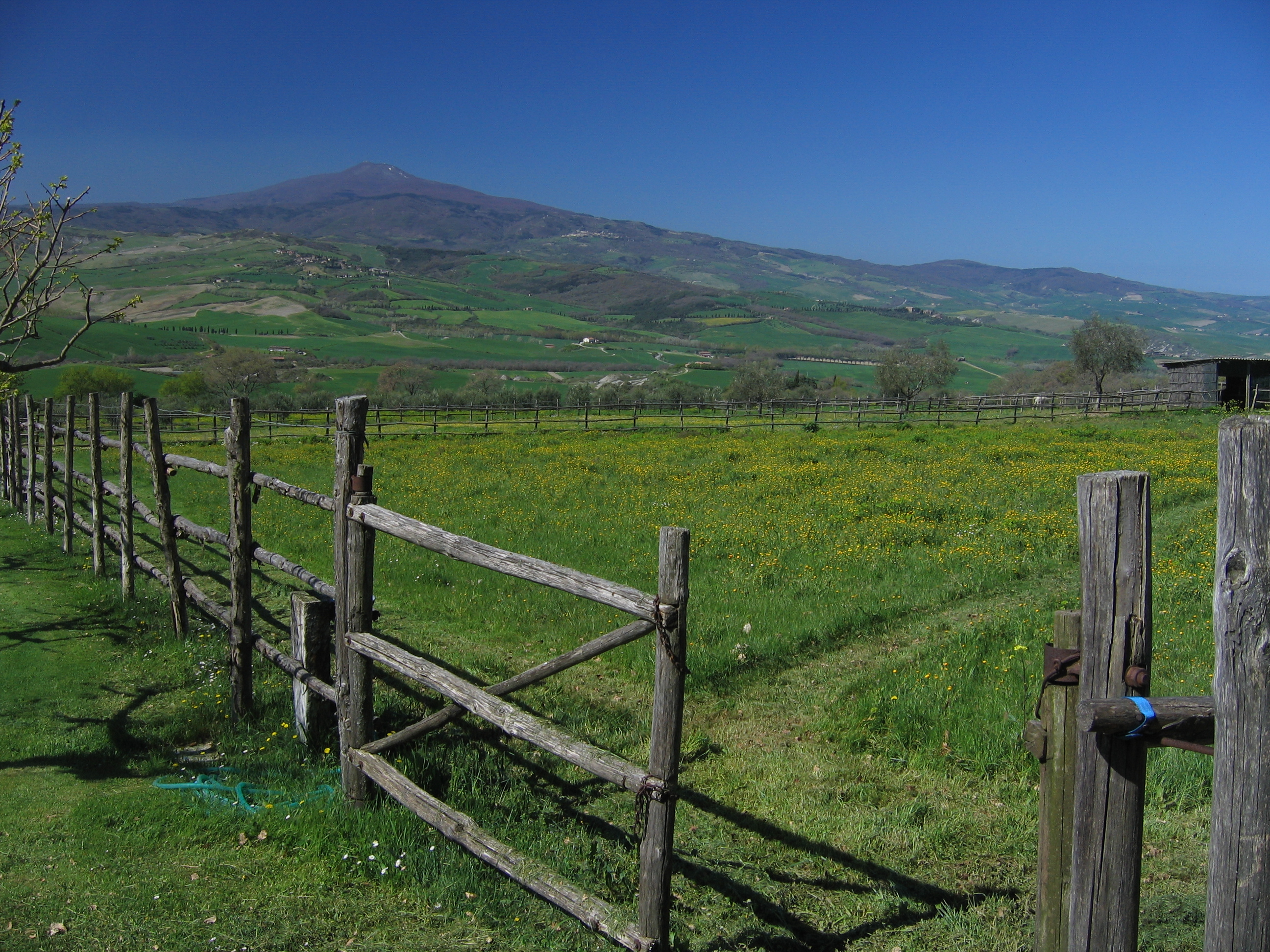
Blick von La Foce westwärts auf den Monte Amiata, Scott Williams 2007

Iris lernte 1922 den schottischen Unternehmer Colin Mackenzie kennen, der in Mailand arbeitete. Ein romantischer Briefwechsel verband die beiden, aus dem sich eine lebenslange Freundschaft entwickelte. Noch 17-jährig lernte sie Antonio Origo kennen, der zehn Jahre älter war. Ihre Mutter forderte von ihr, dass sie sich sechs Monate von dem in ihren Augen zu alten und zu gut aussehenden Mann fernhielt. Doch die beiden trafen sich heimlich. Am 4. März 1924 heiratete Iris schließlich Antonio, der ein illegitimer Sohn des Grafen Clemente Origo war. Sie erwarben La Foce in der Provinz Siena, eine Villa mit 1.400 ha Land. Spätestens zu diesem Zeitpunkt hatte sich Iris Origo für einen italienischen Lebensstil entschieden. Während die beiden auf Hochzeitsreise gingen, bereitete der Architekt Cecil Pinsent das heruntergewirtschaftete Landgut für sie vor.
Am 24. Juni 1925 kam ein Sohn zur Welt, der den Namen Gian Clemente Bayard erhielt, doch „Gianni“ starb bereits am 30. April 1933 an Meningitis. Am 1. August 1940 brachte Iris Origo ihre Tochter Benedetta zur Welt, am 9. Juni 1943 Donata. Während dieser Zeit wuchs das Anwesen, das in einer ausgetrockneten Landschaft lag und keineswegs dem Bild einer toskanischen Villa entsprach, auf 57 Bauernhöfe an; in den  dazugehörenden Gebäuden lebten etwa 600 Menschen. Es entstand eine Schule, Brunnen wurden gebaut, Straßen und Wege. Das Haupthaus aus dem 16. Jahrhundert wurde restauriert.

### Zweiter Weltkrieg, Widerstand, Schriftstellerin

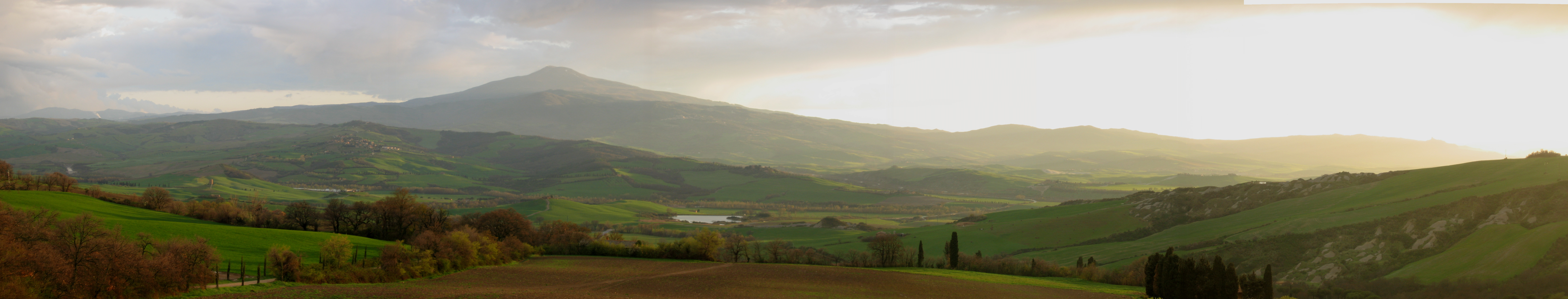
Blick über das Orcia-Tal

Nach dem Tod ihres Sohnes begann Origo zu schreiben, wenn sie sich auch angesichts ihrer zahlreichen Verpflichtungen meist gezwungen sah, Pausen damit zu füllen. Diese Unterbrechungen nutzte sie während Flug- und Zugreisen oder wenn sie erkrankt war. Dabei ist weder klar, wie sie an die Verlage herantrat, noch, wie sie überhaupt vom Konzept zum Werk voranschritt. Kein Literaturagent förderte sie, und es ist nicht bekannt, ob sie ihre gesellschaftlichen Kontakte nutzte, um etwa an die Oxford University Press heranzutreten.
1935 veröffentlichte sie zwei biographische Werke. Im ersten beschrieb sie die kurze Lebensgeschichte von Lord Byrons unehelicher Tochter, die mit fünf Jahren starb, das andere handelt von Giacomo Leopardi. 1938 veröffentlichte sie eine Biographie von Cola di Rienzo: Tribune of Rome: A biography of Cola di Rienzo.
Trotz des beginnenden Zweiten Weltkrieges blieb sie in Italien. Ihre Mutter, die von Maßnahmen der Faschisten unter Mussolini als Landbesitzerin profitierte, sympathisierte mit dem Regime, wenn auch auf eine „naive“ Art und Weise, wie Bernard Berenson erschreckt bemerkte. Iris Origo hingegen fühlte die innere Zerrissenheit, als sie, zusammen mit den versammelten Bauern, im Radio die Ansprache Mussolinis hörte, in der er am 7. Juni 1940 den Kriegseintritt Italiens erklärte. Ihre Freundin Elsa Dallolio verschaffte ihr die Möglichkeit, obwohl sie dem Regime ablehnend gegenüberstand, beim Roten Kreuz mitzuarbeiten.

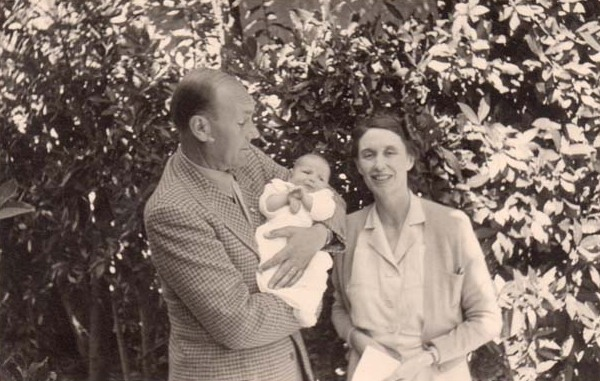
Iris Origo mit Ehemann Antonio und Tochter Donata, 1943

Dennoch äußerte sie sich nicht zum Regime, empfand nur den kruden Männlichkeitskult als abstoßend. Sie nahm 23 Flüchtlingskinder aus Turin und Genua auf, später versprengte Alliierte und geflohene Kriegsgefangene sowie Partisanen. Einer dieser Partisanen brachte ihr die Nachricht, dass ihre Mutter, die Italien hatte verlassen müssen, im Dezember 1942 in der Schweiz verstorben war. In dem Maße, in dem die Kriegsfront näher rückte, engagierte sich Origo für die einfachen Leute, zu denen die so hochgradig privilegierte Frau bis dahin keine Bindung empfunden hatte. Im Juni 1944 wurde sie von deutschen Soldaten aufgefordert, ihr Haus zu verlassen. Mit ihren Töchtern und den Flüchtlingskindern ging sie die 12 Kilometer  Landstraße nach Montepulciano, wo die Familie im Haus des Bürgermeisters unterkam.
Literarisch verarbeitete sie diese Ereignisse in ihrem Werk Guerra in Val d'Orcia, ein Tagebuch, das am 30. Januar 1943 einsetzt. Fast vier Jahrzehnte später folgten die Biographien bedeutender Antifaschisten Italiens.
Nach dem Krieg gingen die Origos für einige Monate zur New Yorker Verwandtschaft, ihr eigenes Anwesen war stark zerstört. Als sie im Herbst nach Italien zurückkehrten, besuchte Iris George Santayana. Bald lebten die Origos zwischen La Foce und Rom, wo die Familie eine Wohnung im Palazzo Orsini bezog. Origo verfasste biographische Werke, unter denen die Biographie des toskanischen Kaufmanns Francesco Datini (1335–1410) herausragt.

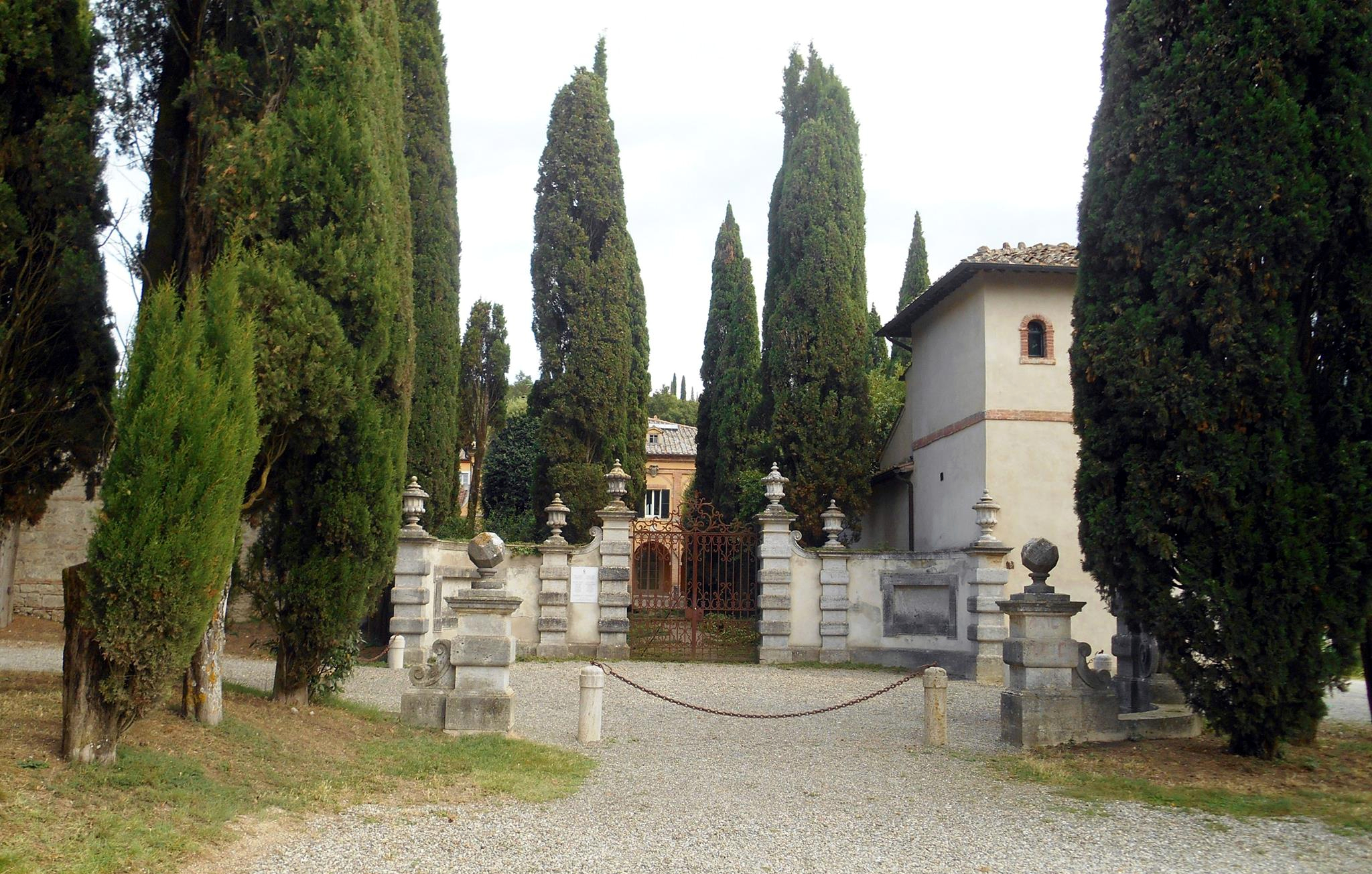
Die Villa La Foce im Jahr 2016

Doch Italiens wirtschaftliche Situation war desolat. Die Bauern der Origos wehrten sich gegen die Fortsetzung des Mezzadria-Systems, wie im ganzen Land. Für sie waren die Origos Stellvertreter des alten, aus dem Mittelalter stammenden Systems der Abgaben und Dienstleistungen, hier der Abgabe von rund der Hälfte der Ernte. Die Origos modernisierten den Betrieb unter den vorherrschenden kapitalistischen Bedingungen der 50er Jahre, das hieß zunächst freie Lohnarbeit, marktvermittelte Preise, offene Konkurrenz. Antonio Origo wurde sogar zum Bürgermeister von Chianciano gewählt. Als im November 1966 Florenz von einer katastrophalen Überschwemmung durch den Arno betroffen war, halfen die Origos den Opfern. Im selben Jahr erhielt Iris Origo für ihre historischen Arbeiten die Isabelle-d'Este-Medaille.
Antonio Origo starb am 27. Juni 1976. Iris erhielt im Jahr nach seinem Tod den britischen Titel Honorary Dame Commander für ihre Verdienste um die britisch-italienischen Beziehungen und die britischen Kulturinteressen. 1984, fast vier Jahrzehnte nach Kriegsende, verfasste sie vier Biographien italienischer Gegner der Faschisten: Ignazio Silone, Gaetano Salvemini, Ruth Draper und Lauro De Bosis. Wenige Monate vor ihrem Tod publizierte sie eine Biographie ihrer Freundin Elsa Dallolio.

## Biographien
Caroline Moorehead veröffentlichte 2000 eine Biographie, die zwar die Privatperson Iris Origo entfaltet, dennoch blieb eine Einordnung ihrer Rolle als Autorin ein Desiderat. Hier versuchte sich Stelio Cro wenige Jahre später. Iris Origos Bedeutung als Historikerin ist noch immer nicht untersucht worden.

## Mitgliedschaft
1967 wurde Origo in die American Academy of Arts and Sciences gewählt.

## Werke
- Gianni, Erinnerungen an ihren Sohn, Privatdruck
- Allegra (Hogarth, London 1935), Leben der Tochter Lord Byrons, deutsch bei Wagenbach 1993
- Leopardi (1935), Biographie Giacomo Leopardis, englisch 1953
- Tribune of Rome: A biography of Cola di Rienzo, 1938
- Il Mondo di San Bernardino (1935), Lebensbeschreibung des San Bernardino da Siena, in der seine Lebenswelt im Vordergrund steht, deutsch Der Heilige der Toskana: Leben und Zeit des Bernardino von Siena, Beck 1989
- Guerra in Val d’Orcia (1947), tagebuchartige Beschreibung der Kriegsläufte, erschien 1985 unter dem Titel Toskanisches Tagebuch 1943/44: Kriegsjahre im Val d'orcia bei C. H. Beck
- L’ultimo legame (1949), beschreibt die Beziehung zwischen Byron und der Contessa Guiccioli
- Giovanni e Jane (1950), ein Kinderbuch
- Il Mercante di Prato (1957), die meistgelesene Biographie Francesco Datinis, deutsch Im Namen Gottes und des Geschäfts (1985)
- Immagini e ombre (1970), eine Autobiographie, deutsch Goldene Schatten: Aus meinem Leben, Beck 1996
- Un’amica. Ritratto di Elsa Dallolio (1982), Erinnerungen an eine Freundin, anlässlich ihres Todes publiziert
- Bisogno di testimoniare (1984), Biographien der Antifaschisten Ignazio Silone, Gaetano Salvemini, Ruth Draper und Lauro De Bosis, englisch A Need to Testify, 1984, Nachdruck 2001
- A chill in the air. An Italian war diary 1939-1940 (2017), erschien 2021 unter dem Titel Eine seltsame Zeit des Wartens. Italienisches Tagebuch 1939/40 (Rezension)